# Ciudad Rodrigo
Ciudad Rodrigo is een gemeente in de Spaanse provincie Salamanca in de regio Castilië en León met een oppervlakte van 240,13 km². Ciudad Rodrigo telt 12.896 inwoners (1 januari 2016).
Ciudad Rodrigo ligt aan de rivier de Águeda, een zijrivier van de Douro. De stad is genoemd naar Rodrigo, de laatste koning der Visigoten, die in 711 werd verslagen door de Moren.
Het oude centrum is omringd door een stadswal, die Ferdinand II van León liet bouwen in de twaalfde eeuw.

## Demografische ontwikkeling

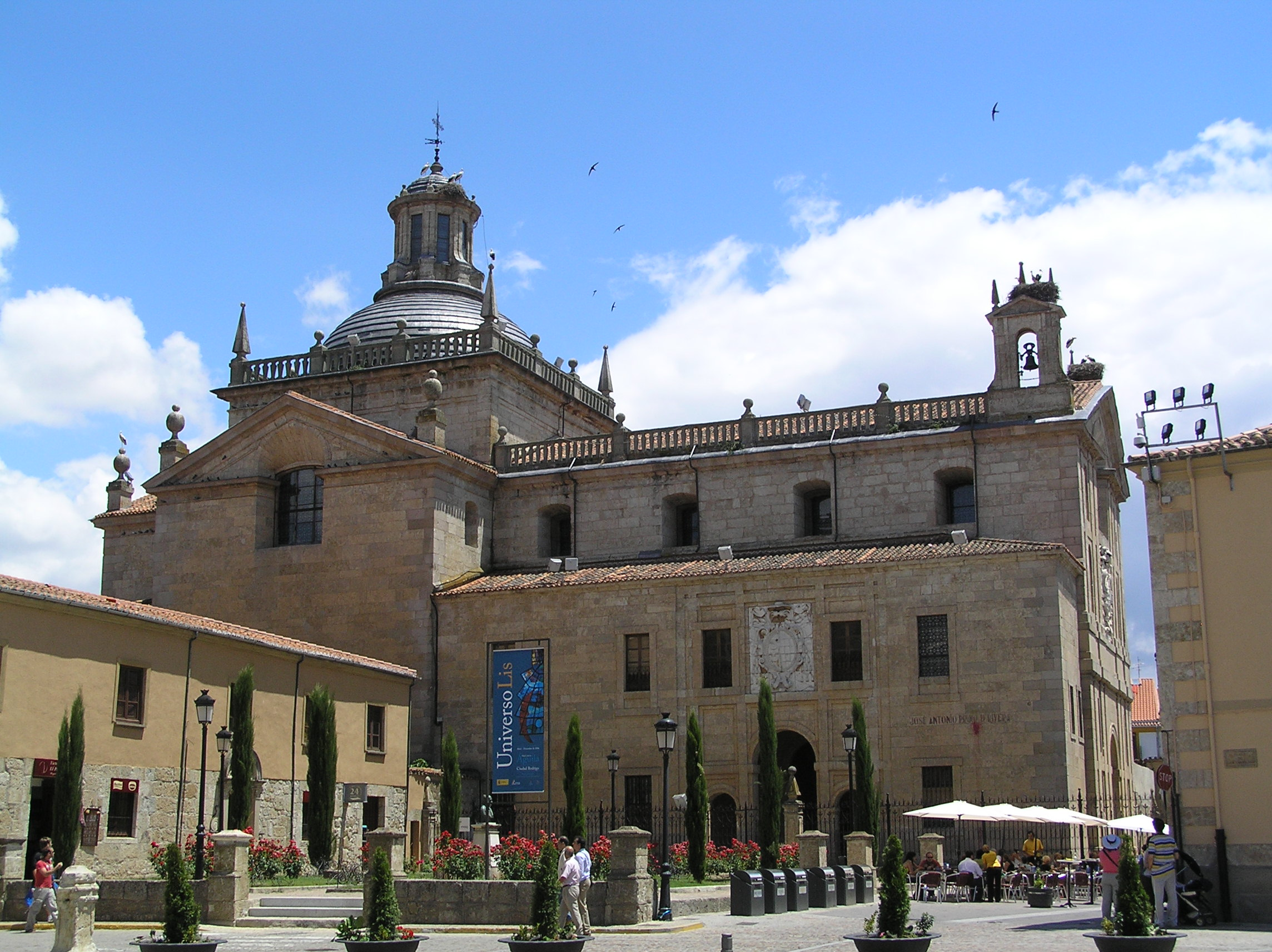
kapel van Cerralbo

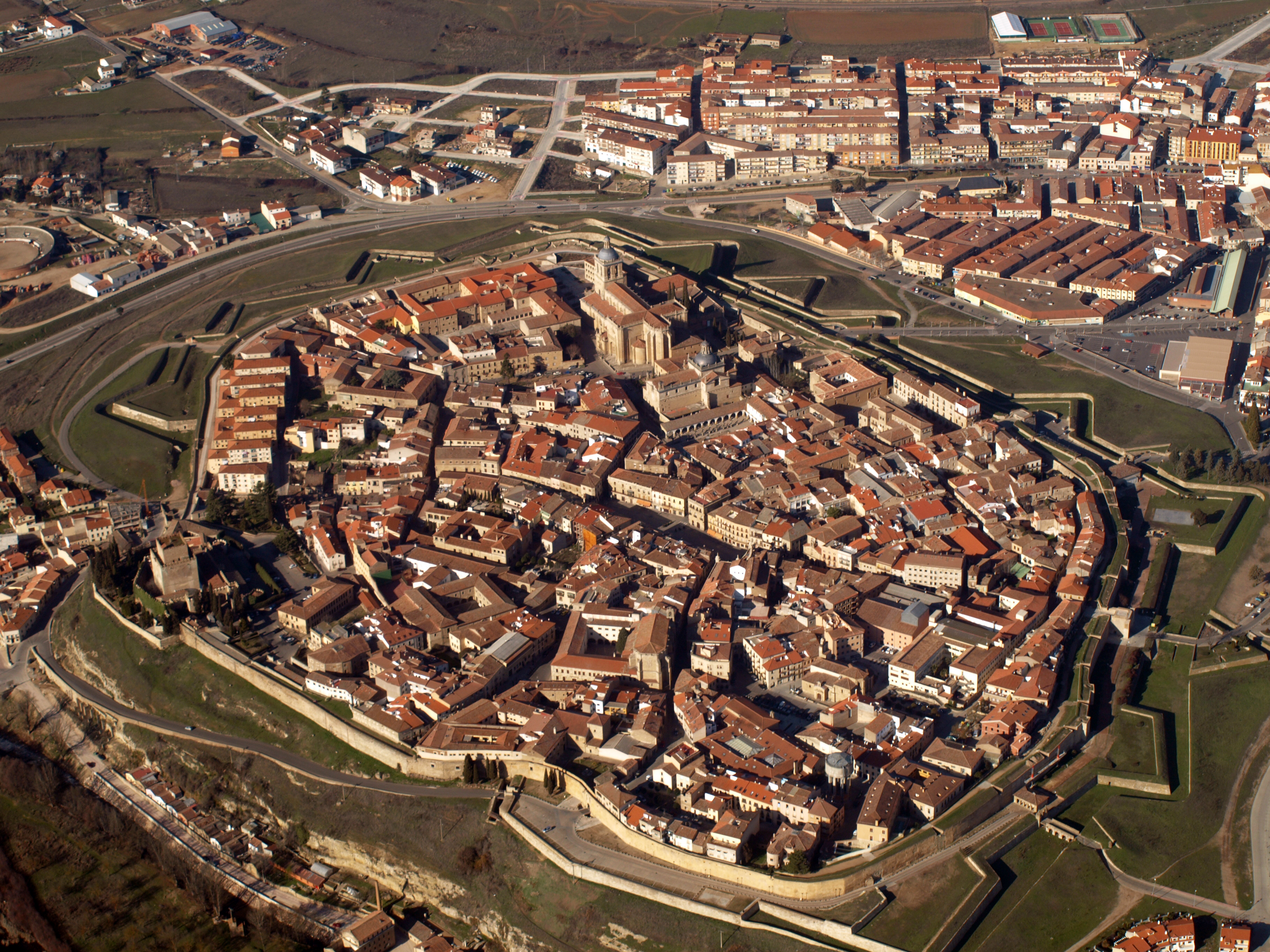
centrum vanuit de lucht

Bron: INE; 1857-2011: volkstellingen
Opm.: In 1857 werd Valdecarpinteros aangehecht; in 1877 werd Bocacara aangehecht

## Sport
Ciudad Rodrigo is etappeplaats geweest in de wielerkoersen Ronde van Spanje, Ronde van Portugal en Ronde van Castilië en León. De Duitser Jan Ullrich (1999) en Deen Magnus Cort (2020) wonnen er een etappe in de Ronde van Spanje.